# Kaguya (princesa)
Kaguya (かぐや o també 輝夜, Llum Brillant) o Kaguya Hime (輝夜姫, Princesa Llum Brillant) és el nom d'una princesa del folklore japonès que provenia de la lluna i va néixer dins d'un tronc de bambú per a satisfer la necessitat filial d'una parella d'ancians que ja no podien tenir fills.

## Història
Un vell tallador de bambú sense fills anomenat Taketori no Okina (竹取翁lit. El vell que colleix bambú) es va trobar amb un arbre de bambú que tenia llum al seu interior. Es va preguntar per què i va sentir una gran curiositat sobre el que hi hauria a dins. Acuradament va tallar el bambú i va quedar sorprès en trobar un petit nadó de la mida del polze a l'interior. Va decidir recollir-la i portar-la a casa seva, on va consultar amb la seva dona què fer amb el nadó i van arribar a la conclusió que era un regal del Cel. Van decidir trucar a la nena princesa Kaguya (princesa de la llum brillant). A partir d'aquell dia, cada cop que el vell tallava bambú, trobava or dins seu, no va trigar a fer-se ric i construir una gran casa. Diversos anys després, Kaguya va créixer i es va convertir en una bella jove. Tothom la coneixia perquè era elegant i bella. Cinc prínceps van arribar a casa per demanar la mà en matrimoni. Ella era reticent a casar-se,
El primer va ser encarregat de portar el calze sagrat de Buda que es trobava a l'Índia. Al segon príncep se li va encarregar de trobar una llegendària branca feta de plata i or. El tercer havia d'aconseguir la llegendària túnica feta amb els cabells de la rata de foc, que es diu que és a la Xina . A la cambra, una joia de colors que brillava al coll d'un drac. A l'últim príncep, li va encarregar una petxina preciosa que neix de les orenetes . La princesa va demanar coses que ningú sabia que existien i els seus pretendents van quedar molt desil·lusionats. Després d'això, els joves van deixar d'anar per algun temps a casa del vell ja que tots estaven buscant els desitjos de la princesa.
Un dia, va arribar el primer home, amb la tassa de Buda que la princesa havia demanat, però ell no havia anat a l'Índia i al seu lloc portava una tassa bruta d'un temple prop de Kyoto . Quan la princesa ho va veure, ella va saber immediatament que aquesta no era la tassa de Buda, perquè encara que era molt vella i estava feta de pedra, la tassa que era de l'Índia sempre tenia una brillantor sagrada.
El segon no tenia idea d'on podria trobar-se una branca de plata i or, a més no volia fer un llarg viatge i com que era molt ric, va decidir ordenar-ho a uns joiers. Després va portar el regal a la princesa. La branca era tan meravellosa que Kaguya va pensar que realment es tractava del que havia demanat i va pensar que no podria escapar del matrimoni amb aquest jove si no fos perquè els joiers van aparèixer preguntant pels seus diners. D'aquesta manera la princesa va saber que la branca no era la veritable i, per tant, no era el que ella havia desitjat.
El tercer, a qui se li havia demanat la túnica de pèl de rata de foc, els va donar una gran quantitat de diners a alguns comerciants que anaven a la Xina. Ells li van portar una pell vistosa i li van dir que pertanyia a la rata de foc. Se la va emportar a la princesa i ella va dir "Realment és una pell molt fina. Però els cabells de la rata de foc no crema, encara que es tiri al foc. Provem-ho" . Kaguya va llençar la pell al foc i tal com era d'esperar la pell va cremar en uns minuts, el jove es va anar enfadat i avergonyit
El quart era molt valent i va intentar trobar el drac per si mateix. Va navegar i vagar durant molt de temps, perquè ningú va saber on vivia el drac. Però durant una jornada, va ser assetjat per una tempesta i gairebé mor. No podia buscar més el drac i se'n va anar. De tornada a casa seva, estava molt malalt i no va poder tornar amb la princesa Kaguya.
El cinquè i últim dels homes va buscar a tots els nius i en un d'ells va pensar que l'havia trobada; però en baixar tan de pressa per l'escala va caure i va morir. Ni tan sols el que tenia a la mà era la petxina que la princesa havia demanat, sinó una oreneta vella i dura. D'aquesta manera tots havien fallat i cap no es podria casar amb la princesa. La reputació de la princesa era tan gran que un dia l'emperador va voler conèixer la seva extraordinària bellesa. L'emperador va quedar enamorat de la jove i li va demanar que es casés amb ell i anés a viure al seu palau. Però la princesa va rebutjar també la seva proposta, dient-li que era impossible ja que ella no havia nascut al planeta i no podia anar-hi. Tot i això, l'emperador no la va poder oblidar i va continuar insistint. Aquest estiu, cada cop que la princesa mirava la Llunaels seus ulls s'omplien de llàgrimes. El seu pare vell va voler saber què li passava, però ella no va respondre. Cada dia que passava la jove estava més trista i sempre que mirava la lluna no podia deixar de plorar. Els ancians estaven molt preocupats, però la princesa guardava silenci. Un dia abans de la lluna plena de mitjan agost, la princesa va explicar per què estava tan trista. Va explicar que no havia nascut al planeta, sinó que procedia de la Lluna, on havia de tornar a la propera lluna plena i que vindrien a buscar-la.
Els avis van intentar convèncer-la que no partís, però Kaguya va contestar que ho havia de fer. Així que l'ancià va córrer a buscar l'emperador i li va explicar tota la història, enviant aquest darrer una gran quantitat de soldats a casa de la princesa. A la nit de la lluna plena de mitjan agost, els guerrers van envoltar la casa en el seu intent de protegir la princesa, mentre aquesta era a l'interior amb els seus pares esperant per la gent de la lluna que vindrien per ella. Quan la lluna es va posar plena, una immensa llum els va cegar a tots i la gent de la lluna va baixar a buscar la princesa, els soldats no van poder combatre perquè estaven encegats per aquella immensa llum i perquè estranyament havien perdut les ganes de lluitar. La princesa es va acomiadar dels seus pares, i els va dir que no volia anar-se'n, però que ho havia de fer. Abans d'anar-se'n va deixar a l'emperador una carta de comiat i una ampolla amb l'Elixir de la Vida. El desolat emperador va enviar un exèrcit sencer de soldats a la muntanya més alta del Japó. La missió encarregada era pujar fins al cim i cremar la carta que la princesa Kaguya havia escrit i l'ampolla que li havia deixat, amb l'esperança que el fum arribés a l'ara distant princesa.
La llegenda explica que la paraula immortalitat (不死fushi), es va convertir en el nom de la muntanya, la Muntanya Fuji . També es diu que el kanji per a muntanya (富士山), deriva de l'exèrcit de l'emperador que va ascendir els vessants de la muntanya per dur a terme la seva missió. També es creu que el fum de la carta cremada encara es deixa veure fins avui (en el passat, la muntanya Fuji era molt més activa volcànicament i, per tant, produïa més fum).

## Adaptacions a la gran pantalla
La pel·lícula del estudi japonès Studio Ghibli que es diu El conte de la princesa Kaguya feta per Isao Takahata parla i explica tota la història.